# Навигация на основе рентгеновского излучения пульсаров
Навигация на основе рентгеновского излучения пульсаров (англ. X-ray pulsar-based navigation and timing (XNAV)) — метод для определения местоположения космического корабля в глубоком космосе, использующий периодические сигналы рентгеновского излучения от пульсаров. Космический аппарат, используя XNAV, мог бы сравнивать полученные рентгеновские сигналы с базой данных частот и местоположения известных пульсаров. Аналогично с GPS, это сравнение может позволить космическому кораблю триангулировать свою позицию с точностью порядка 5 км. Преимущество использования рентгеновских сигналов перед радиоволнами заключается в том, что рентгеновские телескопы могут быть меньших размеров и легче.

## Реализации

### XPNAV-1
В результате задержки реализации проекта SEXTANT пионером в освоении данной технологии стал Китай, запустивший 9 ноября 2016 года экспериментальный спутник навигации по рентгеновским пульсарам XPNAV-1. При этом разработчики китайского проекта заявляют о возможности достижения с помощью этого метода точности позиционирования КА на три порядка большей, чем американцы: около 10 м. В научной среде Китая эта точка зрения имеет оппонентов, и лишь время рассудит, кто же тут прав.

### SEXTANT
SEXTANT (англ. Station Explorer for X-ray Timing and Navigation Technology — станция для изучения источников рентгеновского излучения в целях использования в навигационных технологиях) — это прибор НАСА, разработанный Центром космических полетов Годдарда и предназначенный для проверки метода XNAV на орбите, на борту Международной космической станции вместе с проектом NICER. Начало проекта было запланировано на октябрь 2016 года.
SEXTANT был доставлен на борт МКС 5 июня 2017 года миссией SpaceX CRS-11, как часть прибора Найсер, предназначенного для исследования пульсаров.
На основе технологии SEXTANT планируется создать навигационную систему с точностью позиционирования 5 км.

## Значение
Применение данного метода навигации позволит КА определять свои координаты без связи с Землёй, что весьма существенно при исследовании отдалённых областей космоса, когда сигнал от земных станций связи идёт к аппарату длительное время.